# 博略 (安德尔省)
博略（法語：Beaulieu，法語發音：[boljø] ⓘ）是法国安德尔省的一个市镇，属于勒布朗区。

## 地理
博略（46°23'12"N, 1°18'26"E）面积7.48 平方千米，位于法国中央-卢瓦尔河谷大区安德尔省，该省份为法国中部省份，北起卢瓦-谢尔省，西北接安德尔-卢瓦尔省，西南接维埃纳省，南至克勒兹省和上维埃纳省，东临谢尔省。
与博略接壤的市镇（或旧市镇、城区）包括：博讷伊、沙亚克、克罗马克、茹阿克。

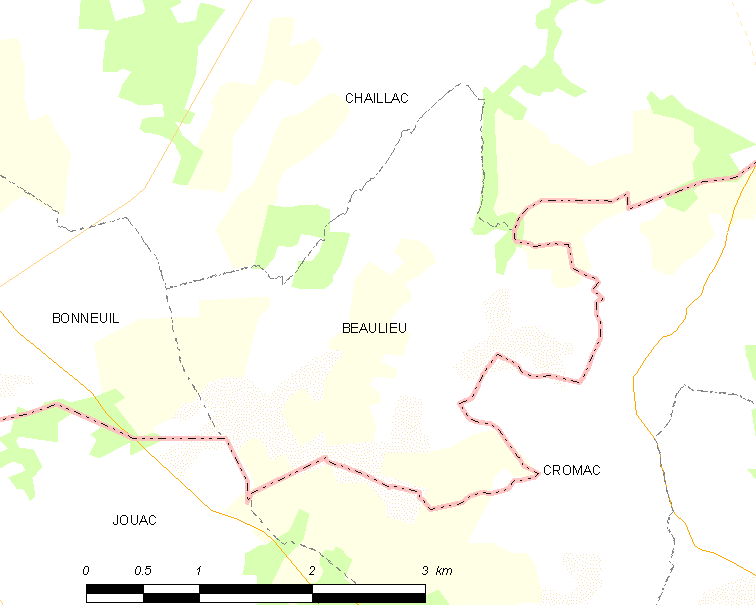
的OSM定位图

博略的时区为UTC+01:00、UTC+02:00（夏令时）。

## 行政
博略的邮政编码为36310，INSEE市镇编码为36015。

## 政治
博略所属的省级选区为圣戈捷县。

## 人口

1962-2008年间人口变化图示

博略于2022年1月1日时的人口数量为51人。